# Ibn al-Dzsauzi
Ibn al-Dzsauzi (arab betűkkel ابن الجوزي, tudományos átírásban Ibn al-Ǧawzī), eredeti nevén Abu l-Faradzs Abd ar-Rahmán ibn Ali (arab betűkkel أبو الفرج عبد الرحمن بن علي, átírásban Abū l-Faraǧ ʿAbd ar-Raḥmān ibn ʿAlī; Bagdad, 1126 – Bagdad, 1200) középkori arab prédikátor, vallásjogász, hadísztudós és történetíró volt.

## Élete
Előkelő, származását Abu Bakr kalifára visszavezető család sarja volt. Korának legkiválóbb vallástudósainál tanult, emellett több korábbi hanbalita szerző munkássága befolyásolta. Karrierjének indulásában nagy segítségére volt Ibn Hubajra, al-Muktafi (1136–1160) és al-Musztandzsid kalifa (1160–1170) 1165-ben elhunyt, szintén hanbalita vezírje. 
Egyik tanítómestere, Abu Hákim an-Nahraváni oldalán kezdett tanítani a Báb al-Azadzsban és a Mamúnijjában, majd annak 1161-es halálát követően átvette e két madrasza vezetését. Közben péntekenként Ibn Hubajra házában prédikálhatott, és al-Musztandzsid alatt három alkalommal a kalifa udvarában is tarthatott szentbeszédet. A hanbalizmussal rokonszenvező al-Musztadí (1171–1179) alatt ívelt fel igazán a karrierje: számos mecsetben prédikált, és rendszeres hallgatója volt a kalifa is, aki afféle inkvizítorrá nevezte ki. Ilyen minőségben támadást indított a Bagdadban nagy számban élő síiták ellen. Közben tovább tanított öt iskolában is, és rengeteget írt. A fundamentalista hanbaliták térnyerése ekkor már sokakat aggasztott. 
Az idős Ibn al-Dzsauzi an-Nászir (1179–1225) alatt is megőrizte befolyását, de csak Abu l-Muzaffar ibn Júnusz vezírsége alatt. Ennek bukásakor, 1194-ben az új, síita vezír indoklás nélkül letartóztatta a hitszónokot, akit Vászitba száműztek házi őrizetbe. 1199-ben szabadult a kalifa anyjának közbenjárására. Örömünnep fogadta Bagdadban, azonban röviddel visszatérését követően, 1200-ban elhunyt. Ő nevelte fel leányának fiát, a Szibt Ibn al-Dzsauziként („Ibn al-Dzsauzi unokája”) ismert Abu l-Muzaffar Júszufot, aki prédikátorként és történetíróként is továbbvitte a munkásságát.

## Munkássága
Rendkívül termékeny és sokoldalú író volt: a prófétai hagyományok és a jogtudomány mellett teológiai, hereziográfiai, történeti és orvostudományi műveket írt, és prédikációit is kiadta több gyűjteményben. A munkássága hatása alatt álló Ibn Tajmijja ezernél is több kisebb-nagyobb művéről tudott, de a mértéktartóbb bibliográfusok is kétszáznál több munkáját említettek meg.
A 871–1179 közti időszak történetét dolgozza fel „A jól elrendezett – a fejedelmek és nemzetek történetéről” (al-Muntazam fi táríh al-mulúk va l-umam) című, töredékben fennmaradt munkája. Ebben elsőként vezette be az annalisztikus krónikairodalomba azt, hogy az egyes évekhez kapcsolódva feljegyezze az akkor elhunyt történeti személyiségek elhalálozását és rövid életrajzait. Ezt később számos történetíró átvette. „A szúfizmus tulajdonsága” (Szifat asz-szafva) című műben az általa egyébként többnyire támadott szúfizmus történetét írta meg, bizonygatva, hogy az igaz misztikusok Mohamed próféta társaihoz kötődtek. Számos különösen vallásos és erényes személyiség dicsőítő hangvételű életrajzát írta meg. Hitvitázó művei közül „Az ördög megtévesztése” (Talbísz Iblísz) emelkedik ki: ebben nem csak a nem-szunnita irányzatokat támadja, hanem azokat a szunnitákat is, akik szerinte különféle tilalmas újítások (bidaa) bevezetésében bűnösek – így a különféle vallástudósok, a dialektikus teológiai művelői, egyes politikusok és a szúfik.